# Суперзаряд
В теоретической физике суперзаряд — генератор трансформаций суперсимметрии.
Суперзаряд, который обозначается символом Q, является оператором, который преобразует бозоны в фермионы и наоборот. Так как оператор суперзаряда меняет частицу со спином ½ на частицу со спином 1 или 0, суперзаряд сам является спинором, который переносит ½ единиц спина.

## Перестановка
Суперзаряд описывается супер-пуанкаре алгеброй.
Суперзаряд можно менять местами без изменения резуальтата с оператором гамильтониан:
[ Q , H ] = 0